# Alberto Marzaioli
Alberto Marzaioli, né le 19 septembre 1938 à Maddaloni (Campanie) et mort le 13 février 2014 à Caserte (Campanie), est un coureur cycliste italien, professionnel de 1961 à 1965. Ses frères Vincenzo Marzaioli et Luigi Marzaioli furent coureurs amateurs.

## Palmarès
- 1959
  - Circuito di Tuoro
  - 2e du championnat d'Italie sur route amateurs
- 1963
  - 8e du Tour de Suisse

## Résultats sur les grands tours

### Tour d'Italie
3 participations
- 1962 : abandon (14e étape)
- 1963 : 61e
- 1964 : 24e

### Tour d'Espagne
1 participation
- 1963 : abandon (6e étape)